# 칠드런 액트
《칠드런 액트》(영어: The Children Act)는 2017년 제작된 드라마 영화이다. 리처드 에어가 감독을 맡았다. 이언 매큐언의 동명 소설이 원작이며, 매큐언이 각본도 담당하였다.

## 줄거리
잉글랜드와 웨일스의 가정 법원 판사 피오나는 일에만 파묻혀 지낸다. 학자인 남편 잭은 지난 몇 년 간 자신을 등한시해온 피오나에게 불륜을 하겠다고 선언한다.
곧 여호와의 증인을 부모로 둔 17살 백혈병 환자 애덤 헨리가 성경 원리에 위배된다는 이유로 수혈을 반대하는 부모를 따라 수혈을 거부하는 사건이 피오나에게 배당된다. 피오나는 병원 손을 들어주며 애덤과 부모 동의 없이 수혈을 포함한 확대 치료를 명령한다.
피오나는 잭과 제대로 된 대화를 나누길 회피하며 이혼 준비와 침묵으로 대응한다. 이런 피오나를 잭은 철부지 어린애 같다고 비난한다. 한편 병원에서 피오나를 만난 후 피오나에게 푹 빠진 애덤은 치료를 받고 상태가 호전돼 퇴원하게 되자 피오나를 따라다니는데...

## 출연
- 에마 톰프슨 - 피오나 메이 고등 법원 판사 DBE 역
- 스탠리 투치 - 잭 메이 역
- 핀 화이트헤드 - 애덤 헨리 역
- 벤 채플린 - 케빈 헨리 역
- 제이슨 왓킨스 - 나이절 폴링 역
- 니키 어무카버드 - 아마디아 칼루 칙선 변호사 역
- 앤서니 캐프 - 마크 버너 역
- 로지 카발리에로 - 머리나 그린 역
- 아일린 월시 - 나오미 헨리 역
- 니컬러스 존스 - 로드니 카터 교수 역
- 루퍼트 밴시터트 - 셔우드 런시 역

## 기타 제작진
- 공동 제작: 실리아 듀발
- 배역: 니나 골드
- 미술: 피터 프랜시스
- 세트: 세라 완
- 의상: 포티니 디마우
- 특수 효과: 크리스 레이놀즈